# Мамедов, Новруз Исмаил оглы
Новруз Исмаил оглы Мамедов (рожд. 18.03.1947)
— азербайджанский политический и государственный деятель, премьер-министр Азербайджана (21 апреля 2018 — 8 октября 2019), проректор Азербайджанского университета языков.

## Биография
Новруз Исмаил оглы Мамедов родился 15 марта 1947 года в селе Шихмахмуд Нахичеванского района Нахичеванской АССР. Окончив школу в 1964 году, он поступил на отделение французского языка факультета «Европейские языки» Азербайджанского педагогического института языков. В 1967—1968 годах работал в Алжире, в 1971—1973 годах — в Гвинее, в 1978—1981 годах вновь в Алжире работал переводчиком и старшим переводчиком. Защитив в 1991 году диссертацию, Новруз Мамедов получил учёную степень кандидата филологических наук. В 1992—1993 годах Новруз Мамедов работал деканом подготовительного факультета Азербайджанского педагогического института иностранных языков, в 1993—1997 годах — деканом факультета французского языка. 12 апреля 1997 года назначен на должность заведующего отделом внешних связей Администрации Президента Азербайджана
В январе 2002 года указом Президента Азербайджана ему был присвоен ранг чрезвычайного и полномочного посла. С сентября 2005 года - член Национальной комиссии Азербайджана по ЮНЕСКО.
С 1 июня 2017 года — помощник по вопросам внешней политики Президента Азербайджана - заведующий отделом.
21 апреля 2018 года Милли Меджлис Азербайджана утвердил кандидатуру Новруза Мамедова на посту премьер-министра Азербайджана. 21 апреля 2018 года распоряжением Президента Азербайджанской Республики Новруз Мамедов назначен премьер-министром. 8 октября 2019 года подал в отставку с должности премьер-министра.
19 ноября 2019 года Новруз Мамедов назначен проректором по научной работе Азербайджанского университета языков.
В совершенстве владеет французским, русским, английским и турецким языками.

## Ордена, звания
- Орден «Честь» (13 марта 2017 года) — за плодотворную деятельность в области укрепления международных связей Азербайджанской Республики[5][6].
- Орден «Слава» (14 марта 2007 года) — за плодотворную деятельность на государственной службе в Азербайджанской Республике[7][8].
- Офицер ордена Почётного легиона (29 июля 2019 года, Франция)[9].
- Кавалер ордена Почётного легиона (1998 год, Франция) — за заслуги в укреплении азербайджано-французских дружественных связей.
- Кавалер ордена Заслуг перед Республикой Польша (2009 год, Польша) — за заслуги в области развития азербайджано-польских отношений.
- Медаль «МПА СНГ. 25 лет» (27 марта 2017 года, Межпарламентская ассамблея СНГ) — за заслуги в деле развития и укрепления парламентаризма, за вклад в развитие и совершенствование правовых основ функционирования Содружества Независимых Государств, укрепление международных связей и межпарламентского сотрудничества[10].

## Личная жизнь
Женат, имеет троих детей.